# Parametri orbitali
Gli elementi orbitali o parametri orbitali kepleriani sono un insieme di parametri necessari per determinare in maniera univoca un'orbita, dato un sistema ideale formato da due masse che seguano le leggi newtoniane del moto e la legge di gravitazione universale.
Data la possibilità di descrivere un moto centrale in diversi modi, a seconda dell'insieme di variabili che si sceglie di misurare, vi sono diversi metodi per definire un insieme di parametri orbitali, ognuno dei quali può comunque definire in maniera univoca la medesima orbita. Oltre ai sei parametri orbitali, gli altri modi per definire univocamente un'orbita kepleriana sono:
- Le costanti vettoriali di moto, ovvero il momento angolare orbitale specifico {\displaystyle \mathbf {h} }, l'eccentricità vettoriale {\displaystyle \mathbf {e} } e l'energia orbitale specifica {\displaystyle \varepsilon };
- I due vettori orbitali di stato: il vettore posizione {\displaystyle \mathbf {r} } ed il vettore velocità {\displaystyle \mathbf {v} }.

Un'orbita di tipo kepleriano prevede quindi sei gradi di libertà, descrivibili in tre seguenti modi:
- I parametri orbitali kepleriani;
- Le costanti vettoriali di moto;
- La posizione nello spazio tridimensionale e la velocità nello spazio tridimensionale in un determinato istante;

Un settimo parametro, il tempo, può essere ricavato dal passaggio dall'anomalia vera all'anomalia eccentrica, per poi utilizzare la legge oraria del moto medio attraverso il problema di Keplero.

## Parametri orbitali kepleriani
L'insieme tradizionale di parametri orbitali è associato al nome di Keplero, in onore delle sue celebri tre leggi. I parametri previsti sono:
- Inclinazione ({\displaystyle i});
- Longitudine del nodo ascendente o l'ascensione retta del nodo ascendente ({\displaystyle \Omega });
- Argomento del pericentro ({\displaystyle \omega });
- Eccentricità ({\displaystyle e});
- Periodo orbitale ({\displaystyle T}) o semiasse maggiore {\displaystyle a};
- Anomalia vera ({\displaystyle \theta }), oppure longitudine media o anomalia media ({\displaystyle M_{o}}) nell'epoca considerata.

I parametri riportati individuano l'orbita come segue:
- Il semiasse maggiore (o il periodo) individuano le dimensioni dell'orbita;
- L'eccentricità determina la forma dell'orbita;
- L'inclinazione e la longitudine (o l'ascensione retta) del nodo ascendente precisano il piano orbitale;
- L'argomento del pericentro specifica l'orientazione dell'orbita all'interno del piano;
- L'anomalia vera specifica la posizione dell'oggetto sull'orbita in funzione del tempo.

Data l'imprecisione del modello newtoniano del moto orbitale, che considera i corpi celesti come veri oggetti puntiformi, gli elementi orbitali dei pianeti reali tendono a cambiare nel tempo.
Inoltre per i satelliti artificiali che sfiorano l'atmosfera del corpo attorno al quale orbitano si specifica talvolta un ottavo parametro, ovvero l'attrito atmosferico.

## I sei parametri e la loro determinazione a partire dai vettori orbitali di stato
Noti i vettori di stato {\displaystyle \mathbf {r} } e {\displaystyle \mathbf {v} } è possibile passare agevolmente alle costanti del moto e ai sei parametri orbitali, infatti, nelle ipotesi di moto centrale senza perturbazioni, cinque dei sei parametri si conservano nel tempo (tranne l'anomalia vera) e di conseguenza è più semplice la trattazione dell'orbita.

## Inclinazione
Noto il momento angolare orbitale specifico {\displaystyle \mathbf {h} }, come
{\displaystyle \mathbf {h} ={\mathbf {r} \times \mathbf {v} }=h_{x}{\hat {\mathbf {i} }}+h_{y}{\hat {\mathbf {j} }}+h_{z}{\hat {\mathbf {k} }}}
ed il suo modulo, l'inclinazione del piano orbitale rispetto al sistema inerziale vale
{\displaystyle i=\arccos {h_{\mathrm {z} } \over \left|\mathbf {h} \right|}}
dove {\displaystyle h_{\mathrm {z} }} è la componente di {\displaystyle \mathbf {h} } lungo {\displaystyle z};

## Ascensione retta e longitudine del nodo ascendente
L'ascensione retta del nodo ascendente (Right Ascension of the Ascending node, RAAN) è l'angolo misurato sul piano equatoriale compreso tra la direzione del punto d'Ariete e il nodo ascendente; 
{\displaystyle \Omega =\arccos {{N_{x}} \over {\mathbf {\left|N\right|} }}}
Se {\displaystyle n_{y}<0} allora {\displaystyle \Omega =2\pi -\Omega }
dove {\displaystyle N_{x}} è la componente lungo {\displaystyle x} del vettore asse nodale {\displaystyle \mathbf {N} }; si noti che l'asse nodale, definito come vettore dato dall'intersezione di piano equatoriale e piano orbitale, non ha componenti lungo {\displaystyle z} nel sistema di riferimento inerziale.
Alternativamente può essere usata la longitudine del nodo ascendente: i due parametri contengono la medesima informazione ma riferita a due piani diversi:
- La RAAN è misurata sul piano equatoriale dell'attrattore (si usa maggiormente per satelliti geocentrici);
- La Longitudine del Nodo ascendente è misurata sul piano dell'eclittica.

## Argomento del pericentro
L'argomento del pericentro, o anomalia del pericentro (periasse) è l'angolo, misurato sul piano orbitale, compreso tra il nodo ascendente ed il vettore eccentricità. Il vettore eccentricità ha come direzione la linea degli apsidi e come verso uscente dal pericentro. 
{\displaystyle \omega =\arccos {{\mathbf {N} \cdot \mathbf {e} } \over {\mathbf {\left|N\right|} \mathbf {\left|e\right|} }}}
se {\displaystyle e_{z}<0} allora {\displaystyle \omega =2\pi -\omega }
dove
- {\displaystyle \mathbf {N} } è il vettore asse nodale;
- {\displaystyle \mathbf {e} } è il vettore eccentricità, che è una costante vettoriale di moto.

## Eccentricità
L'eccentricità è il modulo del vettore eccentricità {\displaystyle \mathbf {e} }
{\displaystyle e=\left|\mathbf {e} \right|}
oppure può essere calcolato noti i raggi di apocentro e pericentro (nel caso di un'orbita ellittica)
{\displaystyle e={{r_{a}-r_{p}} \over {r_{a}+r_{p}}}}
Un'espressione generale, valida per ogni tipo di conica, è funzione dell'energia totale specifica, del momento angolare orbitale e della costante planetaria {\displaystyle \mu }
{\displaystyle e={\sqrt {1+{{2\varepsilon h^{2}} \over {\mu ^{2}}}}}}

## Semiasse maggiore
Il semiasse maggiore può essere calcolato a partire dall'energia orbitale specifica {\displaystyle \varepsilon } poiché risulta:
{\displaystyle a=-{\mu  \over {2\varepsilon }}}
oppure come
{\displaystyle a={\frac {r_{a}+r_{p}}{2}}}
Il legame tra semiasse e periodo è dato dalla Terza legge di Keplero:
{\displaystyle T=2\pi {\sqrt {\frac {a^{3}}{\mu }}}}
dove {\displaystyle \mu \ } è la costante gravitazionale planetaria dell'attrattore.

## Anomalia vera
L'anomalia vera è l'unico parametro orbitale kepleriano che cambia valore durante il moto; infatti descrive l'angolo tra il pericentro ed il corpo orbitante, misurato sul piano orbitale. 
{\displaystyle \theta =\arccos {{\mathbf {e} \cdot \mathbf {r} } \over {\mathbf {\left|e\right|} \mathbf {\left|r\right|} }}} se {\displaystyle \mathbf {r} \cdot \mathbf {v} >0}
Altrimenti l'anomalia vale {\displaystyle \theta =2\pi -\theta }